# Mischaël Modrikamen

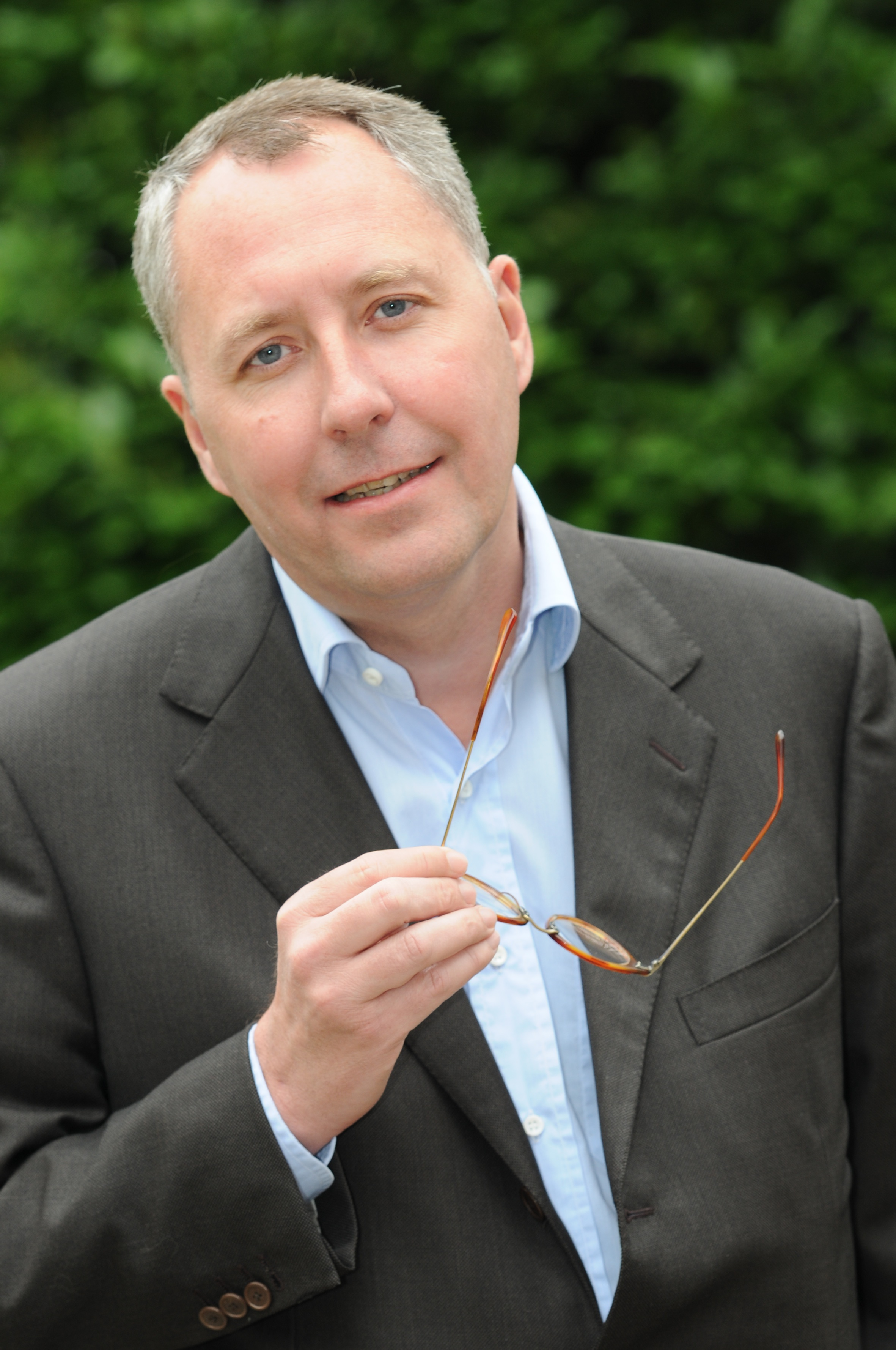
Mischaël Modrikamen (2011)

Mischaël Modrikamen (* 22. Februar 1966  in Couillet, heute zu Charleroi) ist ein belgischer Rechtsanwalt und Politiker. Bekannt wurde er im Zusammenhang mit der Fortis-Affäre, in der er als Rechtsbeistand rund 2400 Aktionäre vertrat. Von 2000 bis 2003 war er Vorsitzender der liberal-jüdischen Gemeinschaft Belgiens.
Im Jahr 2009 gründete er zusammen mit Rudy Aernoudt die rechtsliberale Partei Parti Populaire (PP). Nach dem Ausschluss Aernoudts im Jahr 2010 entwickelte sich die Partei unter Modrikamens Führung zunehmend in Richtung Rechtspopulismus. Er nannte die französische Front National unter Marine Le Pen als Vorbild. Im Oktober 2010 kaufte Modrikamen die Namensrechte der eingestellten sozialistischen Tageszeitung Le Peuple, die er als Online- und zweimonatlich gedruckte Zeitung mit rechtsliberaler bis rechtspopulistischer Ausrichtung wiederbelebte.
Modrikamen bezichtigte den ehemaligen Bürgermeister von Molenbeek-Saint-Jean, Philippe Moureaux, wegen dessen Versäumnissen in der Einwanderungspolitik der Mitschuld an den Terroranschlägen in Paris am 13. November 2015. Später orientierte er sich an Donald Trump, dessen Kandidatur bei der US-Präsidentschaftswahl 2016 er bereits frühzeitig befürwortete und an dessen Vereidigung er als einziger belgischer Politiker teilnahm. Ein Bündnisangebot Modrikamens an Trump und seinen ideologischen Berater Stephen Bannon blieb jedoch zunächst unbeantwortet. Als Bannon im Sommer 2018 ein europaweites Bündnis von Rechtspopulisten anregte, reagierte Modrikamen als einer von wenigen europäischen Politikern positiv auf diese Initiative und präsentierte sich als möglicher Statthalter Bannons in Europa. Am 21. November 2018 erschien dazu die Videoreportage "How Steve Bannon's far-right 'Movement' stalled in Europe" auf der Website, dem YouTube-Kanal und der Facebook-Seite des britischen Guardian.
Modrikamens Frau Yasmine Dehaene ist ebenfalls Anwältin. Sie fungiert als Generalsekretärin der PP und war Exekutivdirektorin der Europapartei Alliance for Direct Democracy in Europe (ADDE), bevor diese wegen finanzieller Unregelmäßigkeiten aufgelöst wurde. Wegen des Verdachts des Missbrauchs von Geldern des Europaparlament wurde im November 2017 die Parteizentrale der PP und die Wohnung Dehaenes und Modrikamens durchsucht.